# Ángel Médici
Ángel Médici, född 20 december 1897 i Buenos Aires, död 9 augusti 1971, var en argentinsk fotbollsspelare.
Médici blev olympisk silvermedaljör i fotboll vid sommarspelen 1928 i Amsterdam.